# Tutto (con te)
Tutto (con te) è un singolo della cantante italiana Ariete pubblicato il 16 giugno 2022.

## Tracce
1. Tutto (con te) – 2:58